# Margarida de Prússia
Margarida de Prússia (alemany: Margarethe von Preußen)  (Potsdam, 22 d'abril de 1872 - Schönberg, 22 de gener de 1954) Margarida de Prússia, landgravina de Hessen-Kassel. Princesa de Prússia i d'Alemanya fou l'última filla viva del kàiser Frederic III de Prússia. La seva vida, extremadament dura, fou un exemple del que molts membres de la reialesa alemanya hagueren de passar durant la Segona Guerra Mundial i sobretot durant el règim d'ocupació.

## Biografia
La princesa Margarida de Prússia va néixer el dia 22 d'abril de 1872 al Palau Nou dels Hohenzollern, a la ciutat de Potsdam, Margarida era la filla petita de vuit fills nascuts del príncep hereu de l'Imperi alemany i després emperador Frederic III de Prússia i de la princesa reial Victòria del Regne Unit filla gran de la reina Victòria. Quan la petita va ser batejada, el seu cap estava cobert de cabells curts com la molsa, d'on va adquirir el seu sobrenom de "Mossy". La petita Mossy, com era coneguda per la família, era neta per part de pare de Guillem I de Prússia i d'Augusta de Saxònia-Weimar-Eisenach i per part de mare de la reina Victòria I del Regne Unit i del príncep consort Albert de Saxònia-Coburg Gotha. Es deia Margarethe Beatrice Feodora. La princesa heredera Margherita d'Itàlia va ser la seva padrina i l'emperador Pedro II del Brasil va ser el seu padrí.
Junt amb els seus pares i les seves tres germanes petites, Victòria de Prússia i Sofia de Prússia formaren un bloc liberal i anglòfil a la ultramontana cort prussiana i van arribar a temibles quotes d'enfrontament amb els seus avis paterns i els seus germans grans entre els quals hi havia Enric de Prússia, la duquessa Carlota de Saxònia-Meiningen i el futur emperador Guillem II de Prússia.
Els landgravins de Hessen-Kassel foren reis de Finlàndia durant escassos dos mesos l'any 1918. Malgrat tot l'aventura finlandesa dels landgravins no arribà a materialitzar-se. La tragèdia marcà durament la vida de la princesa Margarida de Prússia.

## Fills
L'any 1892 es casà amb el landgravi i cap de la casa principesca dels Hessen-Kassel, Frederic Carles de Hessen-Kassel. La parella tingué sis fills:
- Frederic Guillem Segimon de Hessen-Kassel, nascut el 1893 a Frankfurt i mort en combat el 1916 a Romania.[3][4]
- Maximilià Frederic Guillem de Hessen-Kassel, nascut el 1894 a [Frankfurt d i mort el 1914 en combat a Saint Jean Chapelle (França).[3]
- Felip de Hessen-Kassel, nascut el 1896 a Frankfurt i mort el 1980 a Roma. Es casà amb la princesa Mafalda d'Itàlia morta a Buchenwald el 1944.[5]
- Wolfgang de Hessen-Kassel, nascut el 1896 i mort el 1989. Es casà amb la princesa Maria Alexandra de Baden que morí el 1944 en un bombardeig anglès sobre Frankfurt,[6] i es tornà a casar amb Ottilie Moeller.
- Cristòfor de Hessen-Kassel, nascut el 1901 i mort en un encara no aclarit accident aeronàutic a les Dolomites italianes l'any 1943. Es casà amb Sofia de Grècia.[7][8]
- Ricard de Hessen-Kassel, nascut el 1901 i mort el 1969.

## Tragèdies familiars
Els fills grans de Margaret, Friedrich Wilhelm i Maximilian, van morir en acció durant la Primera Guerra Mundial. El príncep Maximilià, el segon fill i preferit de la princesa Margarida, estava servint prop d'Aisne quan va ser greument ferit per un foc de metralladora l'octubre de 1914. El fill gran de la princesa Margarida, Friedrich Wilhelm, va morir el 12 de setembre de 1916 a Kara Orman a Romania. Va ser assassinat en combats propers; la seva gola va ser tallada per una baioneta enemiga.
Durant el període d'entreguerres, dos dels fills supervivents de Marguerite, Felip i Cristòfor s'uneixen al Partit Nazi, amb l'esperança que Adolf Hitler algun dia restauraria la monarquia a Alemanya. La mateixa Marguerite va convidar Adolf Hitler a prendre un te a Friedrichshof i broda l'esvàstica.
Felip que estava casat amb Mafalda d'Itàlia, filla del rei Víctor Manuel III d'Itàlia significà un magnífic intermediari entre la Itàlia feixista i l'Alemanya nazi. Felip fou ordenat governador de la regió de Hessen-Nassau. L'any 1943, el rei d'Itàlia abandonà l'Eix i entregà el país als aliats. Felip fou empresonat al camp de concentració de Sachsenhausen al nord de Berlín i la princesa Mafalda al camp de Buchenwald a Turíngia on trobà la mort a conseqüència de ferides provocades per un bombardeig anglès.
El cinquè fill de Margaret, Christoph, va ser un ferm partidari de l'esforç bèl·lic alemany, però després de la batalla de Stalingrad, es va sentir frustrat per les limitacions imposades al seu propi paper en el conflicte i va ser cada cop més crític amb el lideratge alemany. La reacció de Christoph davant l'assassinat d'Heydrich, a qui va anomenar un "home perillós i cruel", el 1942 va ser que era "la millor notícia que vaig tenir en molt de temps". El règim nazi es va tornar en contra de la seva família i ell tenia previst abandonar el partit nazi quan, el 7 d'octubre de 1943, va morir en un accident d'avió prop de Forli. Estava casat amb la princesa Sofia de Grècia, germana de Felip, príncep de Grècia i Dinamarca que, el 1947, es va casar amb l'hereu al tron del Regne Unit i, el 1952, es va convertir en el príncep Felip d'Edimburg, consort de la reina. Isabel II.
Margaret també va perdre una altra de les seves nores durant la guerra. L'esposa de Wolfgang, la princesa Marie Alexandra, quan ella i set dones més que eren cooperants van morir en un atac amb bomba a Frankfurt del 29 al 30 de gener de 1944. El celler on s'havien refugiat es va esfondrar sota el pes de l'edifici, fent que el cos de Marie Alexandra amb prou feines fos reconeixible.
Margaret, la matriarca, era el centre de la seva família nombrosa i dinàmica. Durant i després de la Segona Guerra Mundial, va tenir cura de molts dels seus néts i va intentar conservar un centre a Friedrichshof mentre els seus pares s'enfrontaven a diverses tribulacions.
Durant l'ocupació estatunidenca, el castell de Friederichschloss, propietat de Mossy, fou ocupat pels estatunidencs i s'hi produí un greu espoli de tresors artístics i de joies. Les mateixes autoritats estatunidenques intranquil·les pel gran ressò de l'espoli jutjaren els criminals, que hagueren de retornar els tresors, tot i que finalment només es recuperà un 25% d'allò que s'havia robat.
Margaret, l'última filla supervivent de l'emperador Frederic III i l'última néta de l'emperador Guillem I, va morir a Kronberg el 22 de gener de 1954, 14 anys després del seu marit i exactament 53 anys després de la seva àvia britànica la reina Victòria. Tenia 81 anys

## Galeria d'imatges

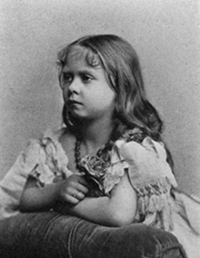
La princesa Margarida Beatriz Feodora de Prússia durant la infància
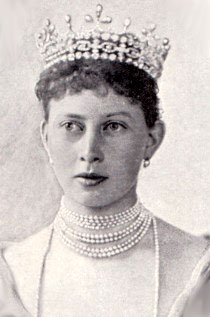
La princesa Margarida de Prússia, landgravina de Hessen-Kassel.